# Ду Рештелу
«Рештелу» (порт. Estádio do Restelo) — мультиспортивный стадион в городе Лиссабон, Португалия. Является домашней ареной клуба «Белененсеш». Стадион был построен в 1956 году. Датой открытия стадиона считается 23 сентября 1956 года.
Стадион принадлежит муниципалитету города Лиссабона. Арена находится позади реконструированного монастыря Жеронимуш в округе Санта-Мария-де-Белен. Вместимость стадиона — 19 980 человек, однако на официальном сайте клуба приведена другая цифра — 25 000. Ранее арена была способна принять 60 тысяч зрителей, но обустройство всех трибун сидениями снизило общую вместимость.
На торжественной церемонии открытия был проведён первый матч между командами «Белененсиш» и «Спортинг», который завершился победой «Белененсиша» со счётом 2:1. В первом официальном матче «Белененсиш» одержал победу над «Виторией» из Сетубала со счётом 5:1 и оставался непобеждённым на данном стадионе около полутора лет.
В 1980—2002 годах сборная Португалии провела на стадионе шесть товарищеских матчей, во время финальной стадии ЕВРО-2004 там тренировалась сборная Италии, а 22 мая 2014 года на арене состоялся финал Лиги чемпионов УЕФА среди женщин.
В 2000 году американская хард-рок группа Pearl Jam записала здесь живой альбом, а группа Queen вместе с Полом Роджерсом начала здесь On Tour Summer 2 июля 2005 года. Этот концерт стал первым для Queen в Португалии и также первым за 19 лет, сыгранным на стадионе.
10 мая 1991 года Папа Римский Иоанн Павел II провёл на стадионе богослужение, которое собрало 100 тыс. человек.
22 мая 2014 года на стадионе прошел финал женской Лиги чемпионов УЕФА.